# Gunung Bunder 1
Gunung Bunder 1 is een bestuurslaag in het regentschap Bogor van de provincie West-Java, Indonesië. Gunung Bunder 1 telt 8266 inwoners (volkstelling 2010).